# Henry Erskine (10e comte de Buchan)
Henry David Erskine  (17 avril 1710 - 1er décembre 1767) est un pair écossais.

## Biographie
Henry Erskine est le fils aîné survivant de David Erskine, 9e comte de Buchan, de Frances, fille de Henry Fairfax. Il est élu membre de la Royal Society (Fellow of Royal Society, FRS) en 1734. Franc-maçon, il est grand maître de la Grande Loge d'Écosse entre 1745 et 1746.
Lord Buchan épouse Agnes, fille de Sir James Steuart, 7e baronnet, le 31 janvier 1739. Ils ont six enfants :
- Lady Anne Agnes Erskine (née en 1739 et morte le 5 octobre 1804)
- David Erskine, Lord Cardross (1741 - 1747)
- David Erskine (11e comte de Buchan) (1er juin 1742 - 19 avril 1829)
- Henry Erskine (juriste) (1er novembre 1746 - déc.1817)
- Thomas Erskine (1er baron Erskine) (10 janvier 1750 - 1823)
- Lady Isabella Erskine (déc. 1824)

Lord Buchan meurt à Walcot, Somerset, en décembre 1767, à l'âge de 57 ans, il est remplacé comme comte par son deuxième fils, David. La comtesse de Buchan meurt à Édimbourg (Écosse) en décembre 1778, à l'âge de 61 ans .